# Кораблі штурмують бастіони
«Кораблі штурмують бастіони» — друга частина радянської історико-біографічної кінодилогії Михайла Ромма 1953 року, присвяченої російському флотоводцю Федору Ушакову (1745—1817). Фільм розповідає про перемоги російського флоту на Середземному морі. Перша частина — фільм «Адмірал Ушаков».

## Сюжет
Дія фільму відбувається на Середземному морі. Ескадра Ушакова в ході Середземноморського походу (1798—1800 роки) спільно з військами Суворова звільняє Італію від військ Наполеона.
1798 рік. Військові успіхи Франції спонукають Росію, Туреччину та Велику Британію до створення антифранцузької коаліції.
Викликаний у Санкт-Петербург віцеадмірал Ушаков зустрічається з опальним фельдмаршалом Суворовим. З'ясовується, що Ушакова викликав до столиці його давній недруг граф Мордовцев (прототип — М. С. Мордвинов), маючи намір звинуватити перед імператором в ремонті флоту без санкції адміралтейства і подачі скарги на адміралтейство, до якої додавався кульок іржавих цвяхів — натяк на виділення для флоту неякісних матеріалів, а також в приховуванні каторжника-втікача Тихона Прокоф'єва. Однак посол Великої Британії переконує імператора Павла I виступити проти Франції. Крім того, Туреччина погодилася пропустити російський флот через Босфор і посилити його своєю ескадрою, але за умови, що ним буде командувати адмірал, прозваний в Туреччині «Ушак-паша».
Мордовцев знехотя зачитує Ушакову наказ, повідомляючи, що йому належить діяти спільно з Нельсоном і радить ретельно вивчити британські морські інновації — відмова від лінійної тактики, розчленування сил противника і резерв. Суворов, втрутившись, нагадує Мордовцеву, що якийсь адмірал прославився тими же прийомами на десять років раніше. На здивоване запитання того, хто це був, Суворов відповідає, що це був турецький адмірал Ушак-паша. Суворов і Ушаков по черзі запитують Мордовцева, чому в Росії не цінують своїх заслуг, схиляючись перед усім іноземним, однак той не в змозі відповісти.
У липні французька армія висаджується в Єгипті. Неаполітанське королівство впало, королівське подружжя втекло на корабель Нельсона. Очоливши російсько-турецьку ескадру, Ушаков завдав удару по французьких силах на Іонічних островах, швидко зайнявши їх, за винятком Корфу, де перебувала потужна французька фортеця.
Адмірал Нельсон обговорює ситуацію з послом Британії в Неаполі лордом Гамільтоном. Через політику Гамільтона британський флот зайнятий блокадою Мальти, у той час як стратегічно важливі Іонічні острови займають російські сили. Гамільтон відмахується від претензій Нельсона, одночасно натякаючи своїй дружині Еммі організувати замах на Ушакова. Нельсону ж він натякає, що постачання російської ескадри здійснюють підконтрольні Британії турки. Короля Фердинанда і королеву Кароліну, що знаходяться на кораблі, Гамільтон повідомляє про те, що британські сили не можуть повернути їм Неаполь через Ушакова, який, нібито нехтуючи указами імператора зайнявся Іонічними островами.
Леді Гамільтон обговорює зі своїм підручним Орфано заплановані диверсійні заходи проти ескадри Ушакова, включно з бунтом на турецькому кораблі й «сліпою кулею» для самого адмірала. Один із членів «диверсійної групи» дивується, чому повинен виконувати її накази. Орфано пояснює йому, що «знає цю бабу двадцять років. Вона починала в Лондоні, в матроських шинках. А тепер її депеші читають лорди, і при цьому тримають руки по швах».
Ушаков тим часом веде підготовку до штурму Корфу. Дотримуючись Суворовського принципу «краще піт, ніж кров», він проводить виснажливі навчання десанту. До цих негараздів додалося неякісне турецьке продовольство, що змусило Ушакова використовувати особисті кошти на придбання продуктів у місцевого населення. До Ушакова прибуває посол Неаполітанського короля Фердинанда, який намагається переконати того залишити Корфу і йти на допомогу Неаполю. Однак Ушаков розуміє, що стоїть за цим «щирим проханням», і рішуче відмовляється.
В Єгипті Наполеон обговорює зі своїми генералами обстановку на морі, приходячи до висновку, що Корфу неприступний. У цей же час Ушаков проводить останню нараду перед штурмом. Корфу неприступний при відсутності у атакуючих наземної артилерії. Однак новаторська ідея Ушакова полягає у тому, щоб спочатку захопити десантом за підтримки корабельної артилерії острів Відо, що прикриває Корфу з моря, а потім, знову ж за підтримки корабельної артилерії, захопити саму фортецю.
Після наради Ушаков просить затриматися своїх офіцерів — Сенявіна, Васильєва, Метаксу і Беллі і розповідає їм про рішення Росії створити на Іонічних островах республіку. Конституція майбутньої країни написана ним же, «згідно з місцевими традиціями». Метакса — офіцер грецького походження — найбільше дивується цій ідеї, нагадуючи про небезпеку республіканських ідей та передачі влади в руки «черні». Ушаков присоромив його тим, що він не шанує традицій своєї ж країни і нагадує, що Іонічні острови потрібні й Росії як база на Середземному морі. Після того, як офіцери розходяться, Ушаков просить затриматися Сенявіна і повідомляє, що попри їхню взаємну неприязнь, не бачить кращого собі наступника і вручає наказ — у разі своєї загибелі взяти командування флотом.
Наступного ранку починається штурм острова Відо. Після годинної артилерійської підготовки російські кораблі висаджують десант. Однак незабаром вогнем берегових батарей перебиває якірний канат лінкора «Богоявлення». Через помилкові дії капітана Шапілова корабель розгортається під вітер і втрачає можливість ведення вогню. Десант потрапляє під вогонь берегових батарей. Ушаков наказує викликати Шапілова і змушує того дивитися під який вогонь потрапив десант і вважати їх вбитими до тих пір, поки не підійшов «Святий Михайло», що замінив «Богоявлення». Десант захоплює Відо. Флот націлюється на Корфу.
В ході важкого штурму Корфу захоплюється російськими силами. Тихон Прокоф'єв піднімає Андріївський прапор над фортецею, проте його вбиває французький офіцер. Ушаков висаджується на берег і приймає капітуляцію генерала Шабо. Тут його намагається застрелити Орфано, проте Віктор Єрмолаєв, що помітив шпигуна, закриває адмірала собою. Офіцери вбивають Орфано вогнем у відповідь, однак Віктор отримує смертельне поранення.
Наступного дня загиблих під час штурму Корфу ховають із військовими почестями. Метакса зачитує населенню майбутню конституцію. Прибулий імператорський кур'єр вимагає передати каторжника-втікача Тихона Прокоф'єва, однак Ушаков привселюдно заявляє, що той героїчно загинув при штурмі.
Повернувшись на Батьківщину з «кончанського заслання» Суворов стає командувачем російськими військами у Північній Італії. Дізнавшись про взяття Корфу, він направляє Ушакову лист з поздоровленням, завершуючи його фразою «навіщо не був я при Корфу, хоча мічманом». Отримавши лист, Ушаков заявляє, що це для нього вище будь-яких нагород.
До Ушакова, що відзначає з офіцерами взяття Корфу, доставляють каноніра Пирожкова, який побив турецького боцмана. Той пояснює, що турок порушив наказ про недоторканність населення, спробувавши зґвалтувати місцеву дівчину. За це Ушаков, беручи до уваги, що Пирожков п'яний («зовсім небагато греки піднесли») призначає йому символічне покарання — три доби арешту.
Завершивши звільнення Іонічних островів, флот переходить до блокади італійських портів і Неаполя. Загін Беллі бере Неаполь, приймаючи капітуляцію французів спільно з британським комодором Футом. Однак військові успіхи Ушакова турбують уряд Британії. Британські кораблі адмірала Джервіса нібито «втратили в тумані» чотири французьких кораблі, що йшли з Єгипту з Наполеоном на борту. Повернувшись на Батьківщину з Єгипту, російський офіцер Турчанінов повідомляє про контакт британського емісара з французами напередодні відходу з Єгипту. Ушаков і собі розповідає про схожі випадки на суші.
Британський флот прибуває в Неаполь. На борту флагмана в місто повертається королівське подружжя. Королева Кароліна клянеться безжалісно помститися французам і республіканцям, у тому числі за страту своєї сестри Марії-Антуанетти. Нельсон рве прийняту Беллі й Футом капітуляцію. Починається кривава розправа над французькими полоненими та місцевими республіканцями. Фут на знак протесту подає у відставку.
У Неаполь прибуває й ескадра Ушакова, офіцери якого обурені тим, що фактично передали місто в руки «здурілих королівських катів». Нельсон сперечається з Гамільтоном, обурюючись тим, що політика перетворила його в ката, він втратив кращого друга, а репутація Британії заплямована зрадою союзників. Однак Гамільтон непохитний, а Нельсон змушений виконувати накази адміралтейства.
Ушаков і Нельсон зустрічаються на борту HMS «Vanguard», обговорюючи подальші дії зі здобуття Мальти. Нельсон наполягає на продовженні блокади, Ушаков — на штурмі. В ході особистої зустрічі між адміралами відбувається гострий діалог, що стосується як «непорозумінь», так і масових репресій в Неаполі. Зустріч завершується нічим, проте Ушаков заявляє як Нельсону, так і королівському подружжю, що там, де майорить Андріївський прапор, страт не буде. Загін матросів і гренадер висувається на Рим, який незабаром тріумфально звільняють від французів.
Середземноморський похід Ушакова завершується. Кораблі повертаються в Севастополь. Однак новий імператор Олександр I не оцінює заслуг Ушакова. Підбурюваний Мордовцевим він відправляє Ушакова у відставку з мундиром і пенсією.
1811 рік. Відставний адмірал Ушаков прибуває на борт лінкора «Святий Павло». Капітан Васильєв, давній сподвижник Ушакова зустрічає того з усіма почестями, незважаючи на відставку. На кораблі він зустрічає колишніх матросів Ховріна і Пирожкова, лікаря Єрмолаєва та його молодшого сина — брата загиблого Віктора.

## У ролях
- Іван Переверзєв —  Федір Ушаков
- Геннадій Юдін —  Дмитро Сенявін
- Володимир Дружников —  Васильєв
- Олексій Алексєєв —  Метакса
- Володимир Балашов —  Беллі
- Сергій Бондарчук —  Тихон Прокоф'єв
- Микола Хрящиков —  Ховрін
- Михайло Пуговкін —  Пирожков
- Георгій Юматов —  Віктор Єрмолаєв
- Павло Волков —  лікар Єрмолаєв
- Петро Любешкін —  Шапілов
- Сергій Петров —  Суворов
- Микола Свободін —  Мордовцев
- Павло Павленко —  Павло I
- Михайло Названов —  Олександр I
- Іван Соловйов —  Гораціо Нельсон
- Йосип Толчанов —  Вільям Гамільтон
- Олена Кузьміна —  Емма Гамільтон
- Вахтанг Туманов —  Фут
- Микола Волков —  Вільям Пітт
- Сергій Мартінсон —  Фердинанд, король Обох Сицилій
- Ада Войцик —  Кароліна, королева Обох Сицилій
- Валерій Лєкарев —  Наполеон
- Еммануїл Геллер —  Мішеру
- Борис Бібіков —  Спенсер Сміт
- Павло Шпрингфельд —  Орфано
- Лев Фричинський —  Турчанинов
- Георгій Бударов —  підручний Орфано
- Готліб Ронінсон —  підручний Орфано
- Семен Свашенко —  капітан
- Лев Фенін —  Роберт Енслі

## Знімальна група
- Режисер: Михайло Ромм
- Автор сценарію: Олександр Штейн
- Композитор: Арам Хачатурян
- Текст пісень: Олексій Сурков
- Оператори: Борис Арецький, Іоланда Чен (Чен Ю-Лан), Олександр Шеленков
- Художники: Арнольд Вайсфельд, Олексій Пархоменко, Леван Шенгелія
- Звукорежисер: Сергій Минервін
- Монтаж: Єва Ладиженська
- Художник по костюмах: К. Єфімов
- Художник по гриму: А. Єрмолов
- Директор фільму: П. Данильянц
- Другий режисер: В. Вікторов
- Операторська група:

* В. Маслеников — другий оператор
* С. Шемахов — другий оператор
- Комбіновані зйомки:

* Б. Арецький — оператор
* М. Семенов — художник
* Ф. Красний — художник
* Д. Суллержицький — ескізи кораблів
- Консультації: Іван Ісаков — головний консультант, професор, Адмірал Флоту Радянського Союзу.